# Faauuga Muagututia
Faauuga Muagututia (Pago Pago, 13 maggio 1958) è un ex bobbista samoano americano.
Già appartenente ai Navy SEAL, è ancora oggi l'unico samoano americano ad aver partecipato alle Olimpiadi invernali.

## Biografia
Nato nella capitale delle Samoa americane, si trasferì a Los Angeles all'età di 13 anni, frequentando poi Carson High School in California.
Entrò a far parte dei Navy SEAL nel 1979 e nel 1994 è stato un capo ufficiale di vascello.

## Carriera sportiva
Muagututia è stato avvicinato dal fondatore americano della Federazione del Bob delle Samoa Americane grazie alla sua appartenenza ai Navy SEAL. La sua prima esperienza con il bob avvenne nel centro di addestramento di Calgary, in Canada, nel novembre 1992. Si qualificò per partecipare alle Olimpiadi invernali del 1994, tenutisi a Lillehammer, Norvegia, ottenendo 38 punti in due competizioni internazionali di bob organizzate a Calgary, quindi superiori al punteggio minimo di 20, e prendendo parte a cinque competizioni internazionali. Tra i suoi risultati si registrò anche un decimo posto in una gara della Divisione Coppa America.
Venne dunque selezionato per rappresentare le Samoa Americane ai XVII Giochi olimpici invernali come pilota della gara di bob a due insieme al frenatore statunitense Brad Kiltz. Fu la prima (e finora unica) volta che le Samoa americane hanno inviato atleti ai Giochi olimpici invernali. La coppia è stata allenata da William "Buddy" Hoblak. Nella prima manche Muagututia e Kiltz si sono piazzati al 41º posto su 43 equipaggi con il tempo di 55,57 secondi; nella seconda manche sono stati di nuovo 41° migliorandosi con un tempo di 55,25 secondi; nella terza discesa guadagnarono la 37ª posizione con 55,06 secondi;  nella quarta e ultima manche hanno concluso al 38º tempo con 55,16 secondi. Complessivamente hanno concluso la gara al 39º posto della classifica, con il tempo complessivo di 3:31,04.

## Vita privata
Muagututia e sua moglie Kathy hanno avuto quattro figli, tra cui Garrett (pallavolista della squadra nazionale di pallavolo maschile degli Stati Uniti) e Myles che ha giocato a football americano e pallavolo per lo Stanford Cardinal.